# Adimari (famiglia)

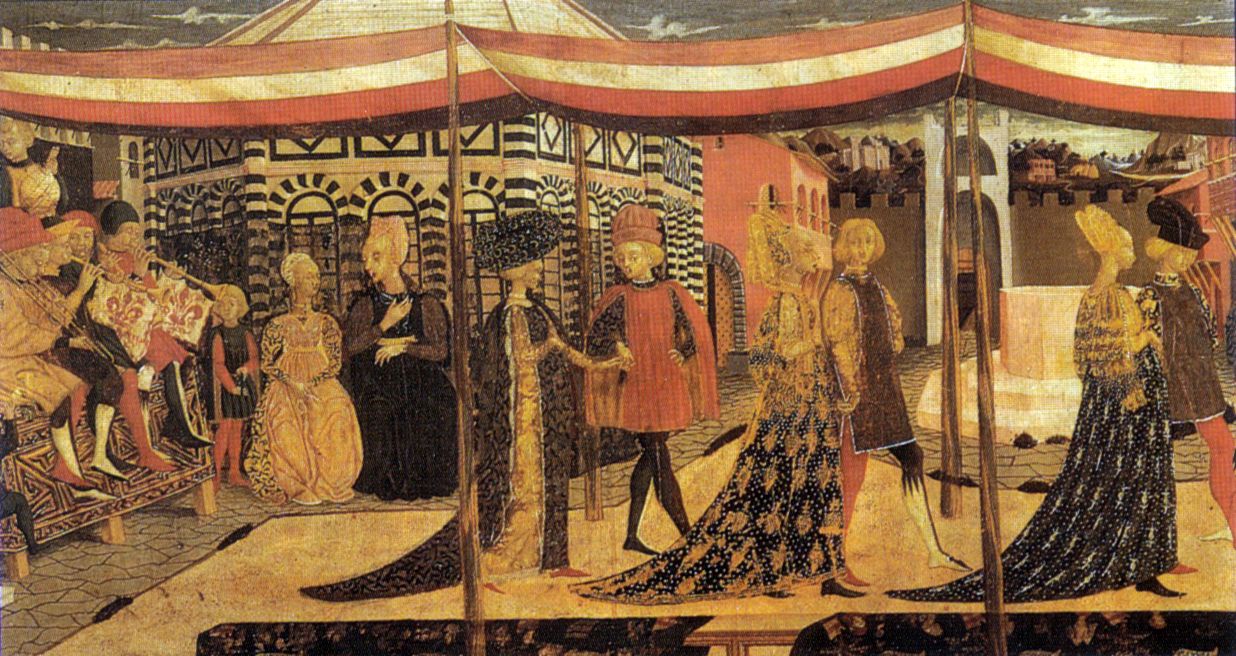
Il Cassone Adimari (dettaglio, Galleria dell'Accademia)

La famiglia Adimari era un'antica famiglia di Firenze, "di primo cerchio", ricordata dal Villani e dal Malespini.

## Storia

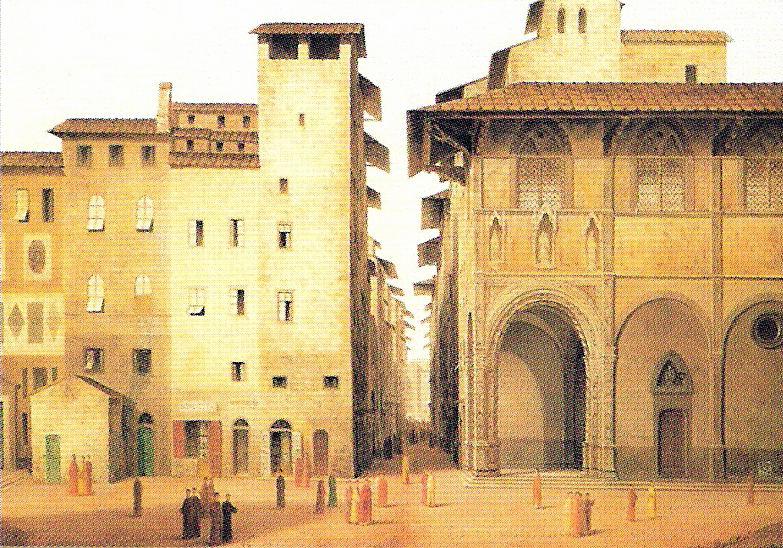
L'antica Torre degli Adimari in via de' Calzaiuoli

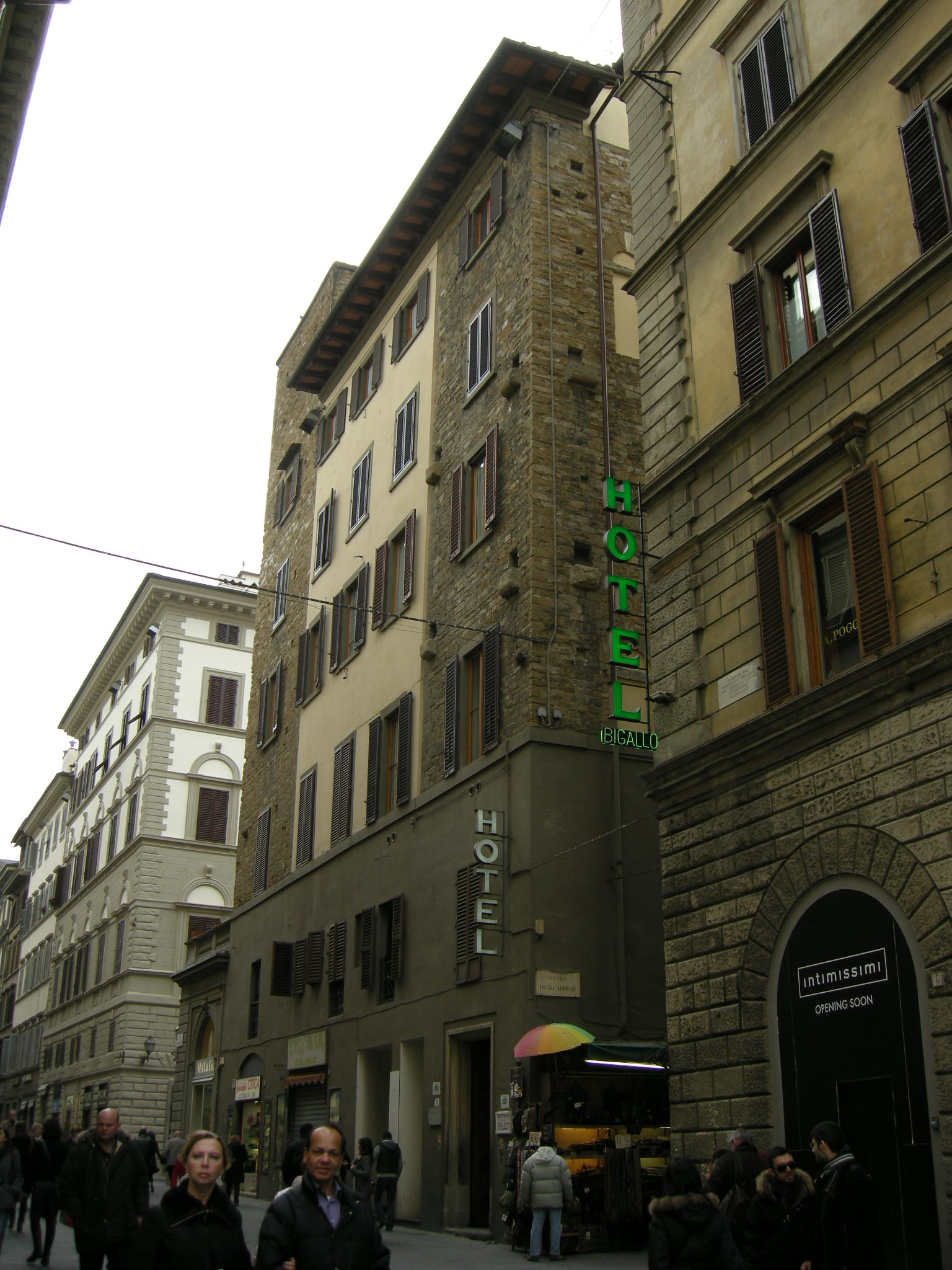
Torri degli Adimari

È piuttosto controversa la loro supposta parentela con la famiglia franca degli Hucpoldingi scesi in Italia con Ludovico II, il figlio di Lotario I, aventi come capostipite Hucpold.
Ebbe alcuni consoli tra i suoi componenti:
- Bernardo di Adimaro, nel 1173
- Uberto di Bernardo di Adimaro, nel 1202
- Ranieri di Adimaro, nel 1203
- Aldobrando di Gherardo di Adimaro, nel 1210

I suoi uomini che erano tra i capi della fazione guelfa e odiatissimi dai Ghibellini furono scacciati dalla città una prima volta nel 1248 da questi (in quell'occasione fu abbattuta una loro torre sulla quale sorse poi la Loggia del Bigallo); rientrati in città quando i Ghibellini ne furono a loro volta scacciati dal popolo vissero tutta l'esaltante esperienza del periodo 1250-1260 inquadrati nell'esercito popolare.
Il famoso episodio prima della battaglia di Montaperti che ha come protagonista il saggio Tegghiaio Aldobrandi mostra quanta poca forza avesse in quel momento la vecchia aristocrazia guelfa e ghibellina. Dopo la battaglia i Ghibellini ebbero modo di prevalere nuovamente e di rientrare in città. E fu per gli Adimari giocoforza riprender la via dell'esilio, che fu glorioso, illuminato dalle imprese di Forese degli Adimari.
Il periodo ghibellino di Firenze si chiudeva definitivamente nel 1266 con la battaglia di Benevento, che vide l'imperatore sconfitto e la fuga ignominiosa dei Ghibellini da Firenze. Al ritorno gli Adimari ripresero la loro posizione tra le famiglie predominanti.
Tutto il periodo 1266-1280 risplende della loro potenza. Ma le cose stavano profondamente cambiando e la potenza degli Adimari giunta al suo culmine (Nel 1278 ben 13 di loro figurano nel consiglio: dominus Capestro, dominus Gianni Borsellino, dominus Sozio vocato Goccia di dominus Filigno, dominus Forese di dominus Buonaccorso, Tice di dominus Uberto, Giannuccio di dominus Bernardo, Lapo di dominus Manfredi, dominus Adimari di Gianni di Bernardo, dominus Ruggero Rosso, Guido Benso di dominus Lapo, dominus Gherardo Sgrana, Filigno di dominus Duccio, Bindo di dominus Pepo.) stava per giungere al termine.
Nuove forze stavano crescendo a Firenze. Si giunse così nel 1282 alla creazione di una nuova forma istituzionale. E nel 1293 alla emanazione degli ordinamenti di giustizia con cui anche gli Adimari insieme con un'altra settantina di famiglie cittadine venivano dichiarati Magnati ed esclusi dal governo della città. Le tensioni interne alla classe magnatizia esplosero infine nelle lotte tra Guelfi bianchi e Guelfi neri che videro gli Adimari schierati con la parte bianca (ad eccezione del ramo dei Cavicciuli).
Troviamo ancora gli Adimari protagonisti in una delle congiure contro il Duca di Atene.
La famiglia ebbe anche un beato, Ubaldo Adimari, detto il beato "Ubaldo da Borgo San Sepolcro".
Filippo Maria Adimari Morelli, continuatore della dinastia, nacque il 15 aprile 1789. 
Il conte Lionello Adimari Morelli sposò Antonietta dei conti Costa-Reghini, dal quale matrimonio nacquero tre figli: i conti Alberto (1878), Adimaro (1881) e Carlo (1884).
Oggi (2023) la famiglia esiste ancora infatti, dopo la morte del Conte palatino Patrizio Fiorentino Smeraldo Ubaldo Morelli Adimari,  il suo erede primogenito Jacopo Adimari Morelli con la moglie Beatrice danno alla luce Leonardo ed Alessandro Adimari Morelli.

## Lo stemma
Il loro stemma Adimari è troncato, cioè diviso orizzontalmente in due fasce, oro per quella superiore e azzurro per quella inferiore.
Dopo l'unione con la Famiglia Morelli, quindi divenuti Adimari Morelli, lo stemma fu composto nel primo troncato di rosso alle due branche di leone decussate, sormontate da un giglio d'argento (Morelli); nel secondo troncato d'oro e d'azzurro (Adimari).

## Gli Adimari e Dante Alighieri
Dante li cita senza scriverne il nome tra le antiche famiglie di Firenze, attraverso le parole di Cacciaguida:
(Paradiso XVI, 115-120)
Il senso dei versi è molto duro: gente prepotente che si avventa come un drago dietro agli esuli, mentre davanti a chi si fa forte con loro, o chi gli offre denari si placa come un agnello, già veniva in città [all'epoca di Cacciaguida], ma con persone di poco conto, e Ubertino Donati - questa è la traccia per scoprire a chi si sta alludendo - maritato ad una Adimari, fu scontento di essersi imparentato con un suocero di tale famiglia.
In realtà come abbiamo visto gli Adimari erano famiglia di primo cerchio e grande famiglia dell'aristocrazia consolare e sfugge perché i Donati avrebbero dovuto vergognarsi di loro.
Gli Adimari erano di "parte bianca" come Dante ad eccezione di un loro ramo: i Cavicciuli. I motivi rancore di Dante avrebbero quindi dovuto essere indirizzati solo verso questi ultimi di "parte nera" ed in particolare verso Boccaccio Adimari, che si sarebbe impossessato di una parte dei beni degli Alighieri dopo la cacciata in esilio dei guelfi bianchi. Dante non esclude nessuno.
Li taccia invece tutti come "picciola gente" cioè persone di nobiltà recente.
Tratta male anche l'orgoglioso Filippo Argenti degli Adimari, collocato dal poeta nell'Inferno nel V cerchio degli iracondi, dove sia Dante sia Virgilio gli si rivolgono con parole di forte disprezzo.
Tratta male anche una gloria della nazione fiorentina come il Tegghiaio Aldobrandi degli Adimari, inserito nel terzetto di fiorentini uomini d'arme illustri nel girone dei sodomiti (Inf. XVI, 40-42). Pur avendo poi per lui parole di grandissima deferenza.
Come disse poi uno degli Adimari del XVII secolo: esser citati da Dante Alighieri fa comunque piacere.

## Case, torri, loggia, corso

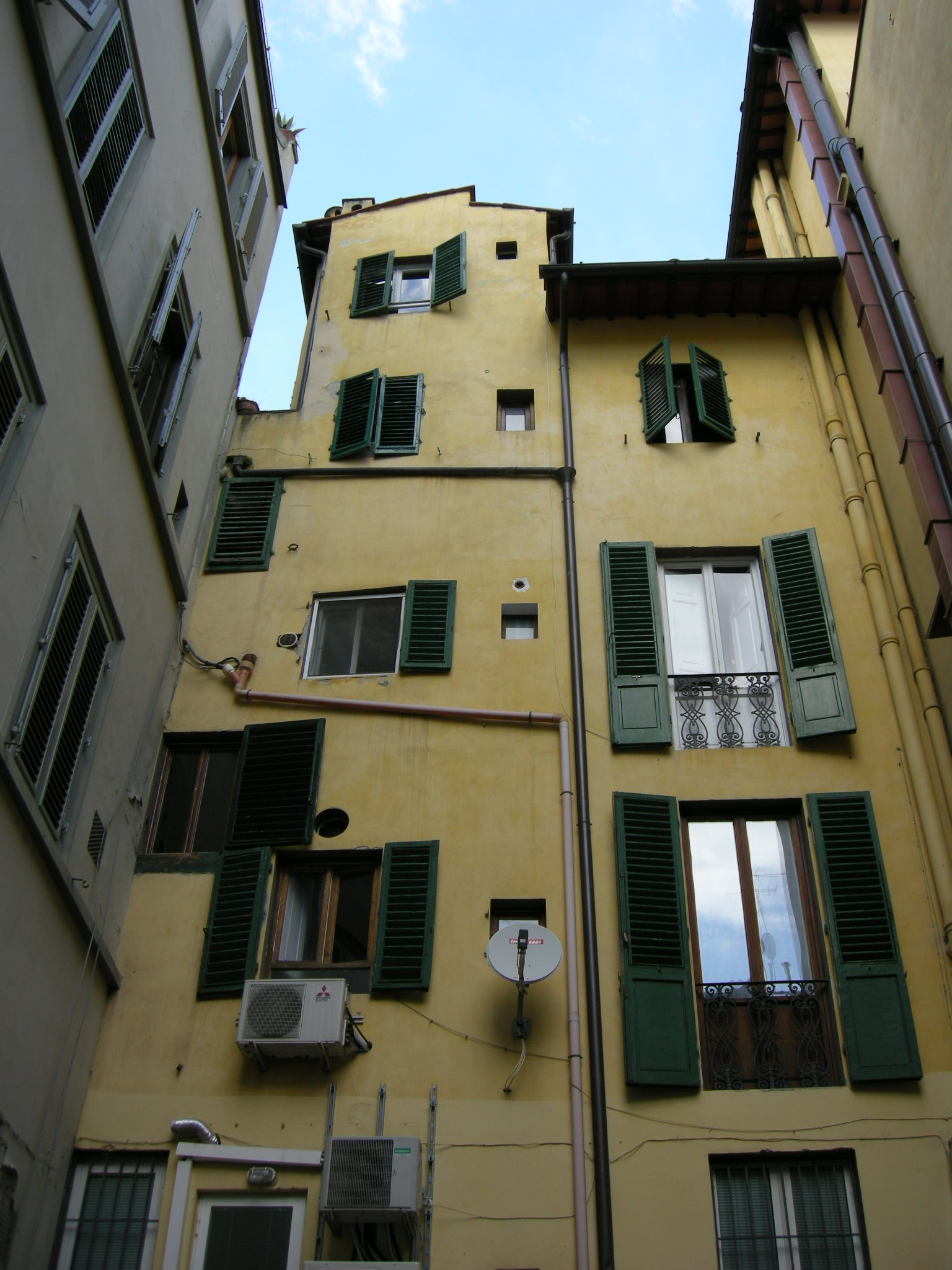
Piazza degli Adimari

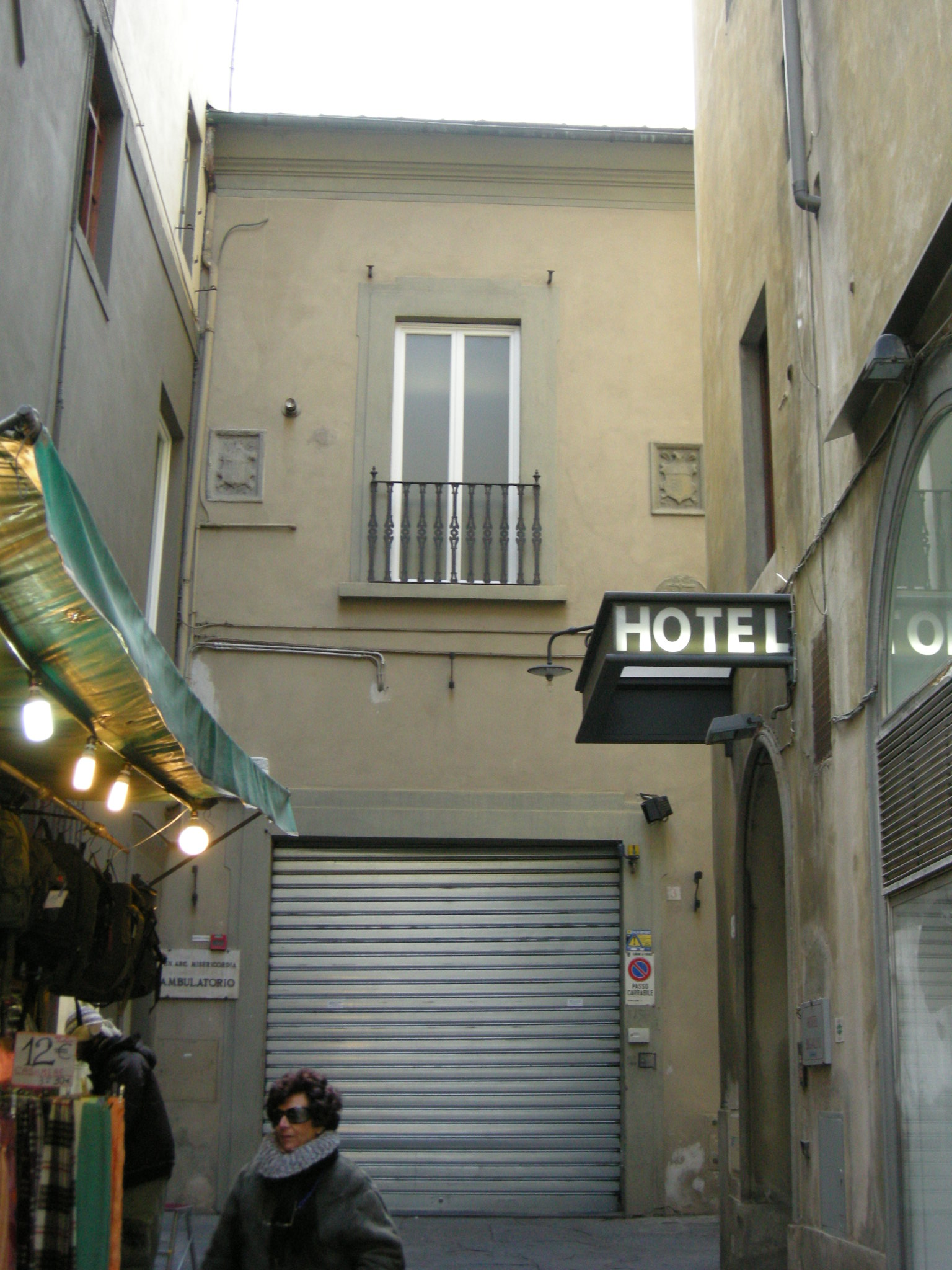
I resti di San Cristoforo degli Adimari nel vicolo degli Adimari

La zona di via Calzaiuoli più vicina a piazza del Duomo era detta Corso degli Adimari perché qui essi possedevano numerosi edifici:
- Una casa-torre posta in angolo alla testata della via, accanto al palazzo della Venerabile Arciconfraternita della Misericordia.
- Nell'autorimessa della Arciconfraternita esisteva una chiesetta dal nome di San Cristoforo degli Adimari, della quale restano solo gli stemmi di famiglia.
- All'angolo con Via delle Oche c'era invece la Loggia degli Adimari, detta della Neghittosa perché punto di ritrovo di perditempo e attaccabrighe, pure essa distrutta e ricordata oggi solo da una targa.
- Al posto della Loggia del Bigallo esisteva invece la già citata un tempo la cosiddetta torre del Guardamorto, era una torre degli Adimari e venne distrutta dai ghibellini nel 1248 dopo la cacciata dei guelfi dalla città.

Tutti questi edifici vennero abbattuti quando via dei Calzaiuoli venne allargata tra il 1842 e il 1844, su progetto dell'architetto Flaminio Chiesi.
Restano invece ancora la Torre degli Adimari, all'angolo con via Tosinghi, e le tracce di una seconda torre all'angolo con il Vicolo degli Adimari.
Nel primo Quattrocento Alamanno Adimari fu vescovo di Firenze e in seguito cardinale. Nello stesso secolo Lo Scheggia dipinse il celebre Cassone Adimari in occasione di un matrimonio in famiglia Adimari, sul quale è raffigurato il corteo nuziale che con dovizia di dettagli si muove nel quartiere delle case degli Adimari, con Piazza del Duomo sullo sfondo. Una Villa degli Adimari si trova in località Vicchio.
Possedimenti degli Adimari si trovano anche nella città di Poggibonsi, al Castello di Strozzavolpe e presso una casa storica nel centro storico ubicata in Vicolo Buonaccorsi.

## Senatori del Granducato di Toscana
- Lodovico di Iacopo di Giovanni Morelli Adimari (1455-1538) eletto nel 1532
- Girolamo di Giovanni di Iacopo Morelli Adimari (1486-1567) eletto nel 1546
- Giovanni di Iacopo di Girolamo Morelli Adimari (1515-1593) eletto nel 1571
- Girolamo di Francesco del sen. Girolamo Morelli Adimari (1577-1622) eletto nel 1600
- Guido di Marcantonio di Guido Adimari (1568-1623) eletto nel 1622
- Smeraldo Adimari al sacro fonte Antonmaria di Vincenzio di Iacopo Morelli (1679-1721) eletto nel 1719